# Edward Lorenz
Edward Norton Lorenz (født 23. maj 1917, død 16. april 2008) var en prisbelønnet amerikansk matematiker og meteorolog og en af pionererne bag kaosteorien. Han er specielt kendt for den såkaldte sommerfugleeffekt.
Han studerede matematik ved Dartmouth College i New Hampshire og ved Harvard University i Massachusetts.  Under 2. verdenskrig gjorde han tjeneste som varslingsmeteorolog for den amerikanske hærs flystyrker. Efter krigen startede han på studier i meteorologi ved Massachusetts Institute of Technology, hvor han senere var professor i mange år.

## Forskning
I 1960'erne konstruerede Lorentz en deterministisk model for at studere atmosfærens cirkulationsmønstre ved hjælp af computere. Han opdagede da, at meget små variationer i initialtilstanden for hver af modellens tolv parametre førte til fuldstændig divergerende løsninger. Denne følsomhed for startbetingelserne blev senere kendt i populariseret form under navnet sommerfugleffekten. Han brugte denne betegnelsen første gang under et foredrag den 29. december 1979.
Lorenz fortsatte med at udlede de underliggende matematiske sammenhænge og publicerede et forholdsvis enkelt sæt af ligninger, som tilsammen beskriver et kaotisk mønster, senere kendt som Lorenz-attraktoren.
Han anses som en af de mest indflydelsesrige matematikere i det 20. århundrede.
1. ↑  Navnet er anført på engelsk og stammer fra Wikidata hvor navnet endnu ikke findes på dansk.
2. ↑  Navnet er anført på svensk og stammer fra Wikidata hvor navnet endnu ikke findes på dansk.
3. ↑  Navnet er anført på engelsk og stammer fra Wikidata hvor navnet endnu ikke findes på dansk.